# 黑岛镇
黑岛镇，是中华人民共和国辽宁省大連市庄河市下辖的一个乡镇级行政单位。

## 行政区划
黑岛镇下辖以下地区：
山南头村、沈家村、西阳宫村、黑岛村、冷家村、侯家村、黄岭村、于粉坊村、大于屯村、黄贵城村和蔡家村。